# Lenguaje de consulta
Un lenguaje de consulta es un lenguaje informático usado para hacer consultas en bases de datos y sistemas de información.
Los lenguajes de consulta pueden ser clasificados de acuerdo a si son lenguajes de consulta de bases de datos o lenguajes de consulta de recuperación de información. Algunos ejemplos son:
- SQL es un lenguaje de consulta propietario orientado a objetos para consultar bases de datos relacionales;[1]
- Common Query Language (CQL) un lenguaje formal para representar consultas para sistemas de recuperación de información como índices web o catálogos bibliográficos;
- CODASYL;
- D es un lenguaje de consulta para sistemas de administración de bases de datos verdaderamente relacionales (truly relational database management systems - TRDBMS);[2]
- DMX es un lenguaje para modelos de minería de datos;
- Datalog es un lenguaje de consulta para bases de datos deductivas;
- ERROL es un lenguaje de consulta sobre el modelo entidad-relación (ERM), especialmente diseñado para bases de datos relacionales;
- Gellish English es un lenguaje que puede ser usado para consultas en bases de datos Gellish English,[3] para diálogos (pedidos y respuestas) como también para modelado de información y modelado de conocimiento;
- ISBL es un lenguaje de consulta para PRTV, uno de los más recientes sistemas de administración de bases de datos;
- LDAP es un protocolo de aplicación para consultar y modificar servicios de directorios que funcionan sobre TCP/IP;
- MQL es un lenguaje de consulta de quimioinformática para búsqueda de subestructuras permitiendo propiedades nominales y numéricas;
- MDX es un lenguaje de consulta para bases de datos OLAP;
- OQL es un lenguaje de consulta de objetos;
- OCL (Object Constraint Language - lenguaje de restricciones de objetos). Pese a su nombre, OCL es también un lenguaje de consulta de objetos y un estándar OMG;
- OPath, pensado para el uso consultando almacenes WinFS;
- Poliqarp Query Language es un lenguaje de consulta especial diseñado para analizar texto con anotaciones. Usado en el motor de búsqueda Poliqarp;[4]
- QUEL es un  lenguaje de acceso a bases de datos relacionales, muy similar a SQL;
- SMARTS es el estándar de quimioinformática para búsqueda de subestructuras;[5]
- SPARQL es un lenguaje de consulta para grafos RDF;
- SQL es un lenguaje de consulta muy reconocido para bases de datos relacionales;
- SuprTool es un lenguaje de consulta propietario para SuprTool,[6] un programa de acceso a bases de datos para obtener datos en Image/SQL (TurboIMAGE) y bases de datos Oracle;
- TMQL Topo Magic Queeen Lion es un lenguaje de consulta para Topic Maps;
- XQuery es un lenguaje de consulta para fuentes de datos XML;
- EPL es un lenguaje de consulta para el procesado de eventos complejos en tiempo real.